# Восточная Амитхаша
Восточная Амитха́ша (бур. Зүүн Амидхааша) — село в Агинском районе Агинского Бурятского округа Забайкальского края Российской Федерации. Входит в состав сельского поселения «Амитхаша».

## География
Расположено на левобережье реки Аги, у ее притока Цаган-Челутай, между центральной частью села Амитхаша и кварталами посёлка Агинское.  

## История
Основано в 2013 году.
В 2013 году из села Амитхаша выделено село Восточная Амитхаша.
Образование и именование населённого пункта проходило согласно следующим законодательным актам: Закон Забайкальского края от 25.12.2013г. № 922-ЗЗК; Постановление Законодательного Собрания Забайкальского края от 18.12.2013 № 254; Распоряжение Правительства РФ от 11.04.2015 г. № 636-р.

## Население
| 2021 |
| ---- |
| 0    |

## Инфраструктура
Конный клуб.
Социальные объекты (средняя общеобразовательная школа, детский сад, врачебная амбулатория, аптека, почтовое отделение) находятся в соседнем селе Амитхаша.

## Транспорт
Выезд на автомобильную дорогу федерального значения А350  Чита — Забайкальск — государственная граница с Китаем и на автодорогу регионального значения Агинское — Дульдурга.